# كأس إفريقيا للرجبي
كأس إفريقيا للرجبي (بالإنجليزية: Africa Cup)‏، هي بطولة رسمية لكرة الرجبي، بدأت في سنة 2000، وتعتبر ناميبيا الأكثر تتويجا، تندرج في إطار تصفيات كأس العالم للرجبي.

## تاريخ
أقيمت بطولة كأس إفريقيا للرجبي لأول مرة في عام 2000، بمشاركة خمسة منتخبات، وهي المغرب وتونس وناميبيا وزيمبابوي والدولة المضيفة جنوب إفريقيا الفائزة بالمسابقة. في عام 2004، تم تشكيل قسم ثان يسمى كأس التنمية والذي يسمى الآن كأس التنمية الإفريقية، وهو مخصص للفرق الوطنية تحت 19 عامًا. في عام 2006، اقترنت كأس إفريقيا بتصفيات كأس العالم للرجبي، حيث تأهل الفائز إلى كأس العالم للرجبي. في عام 2011، تم إنشاء القسم 1A وفي عام 2014، أقيم القسم كبطولة لأربعة فرق.
يتأهل الفائز بالكأس الذهبية الإفريقية 2022 إلى كأس العالم للرجبي 2023، ويتأهل الوصيف إلى تصفياتها النهائية في نوفمبر 2022

## البطولات
وجاء السجل العام للفرق على النحو التالي:
| المنتخب      | البطل                                                           | الوصيف                      | الثالث                     | الرابع                      | خسارة النصف نهائي |
| ------------ | --------------------------------------------------------------- | --------------------------- | -------------------------- | --------------------------- | ----------------- |
| ناميبيا      | 9 (2002**, 2004*, 2009**, 2014, 2015*, 2016*, 2017, 2018, 2023) | 2 (2003, 2006*)             | 1 (2024)                   | –                           | 1 (2005)          |
| جنوب إفريقيا | 3 (2000, 2001, 2006)                                            | –                           | –                          | –                           | 1 (2005)          |
| كينيا        | 2 (2011*, 2013)                                                 | 4 (2016, 2017*, 2018, 2022) | 4 (2007, 2012, 2014, 2015) | 1 (2024)                    | –                 |
| زيمبابوي     | 2 (2012, 2024)                                                  | 3 (2013, 2014, 2015)        | –                          | 2 (2016, 2022)              | –                 |
| المغرب       | 2 (2003*, 2005)                                                 | 3 (2000*, 2001*, 2004)      | –                          | –                           | 1 (2006)          |
| أوغندا       | 1 (2007)                                                        | 1 (2012)                    | 3 (2016, 2017, 2018)       | 1 (2013)                    | 2 (2003, 2009)    |
| تونس         | –                                                               | 3 (2002**, 2009**, 2011)    | –                          | 4 (2012*, 2015, 2017, 2018) | –                 |
| مدغشقر       | –                                                               | 2 (2005, 2007*)             | 1 (2013*)                  | 1 (2014*)                   | 2 (2003, 2006)    |
| الجزائر      | –                                                               | 1 (2024)                    | 1 (2023)                   | –                           | –                 |
| ساحل العاج   | –                                                               | –                           | –                          | 1 (2007)                    | 1 (2009)          |

* المنظم
** من الخارج

## وصلات خارجية
- الموقع الرسمي للإتحادية الإفريقية للرجبي